# Carrer de Pujades
El carrer de Pujades és un carrer barceloní del districte de Sant Martí. Té aproximadament 2.700 metres de llargada. Està dedicat al cronista català de l'edat moderna Jeroni Pujades, autor de la Crònica universal del Principat de Catalunya.
És un dels carrers hipodàmics del Pla Cerdà, en direcció paral·lela a la costa. Al projecte del Pla Cerdà se l'identifica amb la lletra U.
Quan l'any 2001 es va crear l'àrea financera 22@, el carrer de Pujades va esdevenir-ne una de les principals vies de trànsit. Anteriorment, també formava part de l'àrea industrial del Poblenou, i encara s'hi poden veure edificis industrials dels segles xix i xx.

## Recorregut
Comença a la cantonada nord del parc de la Ciutadella i agafa la direcció nord-est com a continuació del passeig de Pujades i perpendicular al carrer de Wellington. El punt d'inici és precisament el mateix lloc on comença l'avinguda Meridiana, que agafa direcció nord formant un angle de 45°.
Aquí és on comença la numeració de les cases, que s'incrementa en sentit nord-est fins al final del carrer. En un petit primer tram, la circulació de trànsit també segueix aquest sentit (en sentit únic), però a partir del carrer de la Marina i fins al final, segueix el sentit contrari (sud-oest) també com a sentit únic.
El carrer acaba a la cruïlla amb el carrer de la Selva de Mar.
El tram situat entre els carrers de Wellington i d'Àvila forma part del barri del Parc i la Llacuna del Poblenou. El tram següent fins al carrer de Bac de Roda forma part del barri del Poblenou (pròpiament dit). La resta, fins carrer de la Selva de Mar forma part de Diagonal Mar i el Front Marítim del Poblenou.
Disposa de carril bici en tot el seu recorregut.
Com a edifici destacat hi ha la seu del Centre Moral i Cultural del Poblenou.
Entre els carrers de Zamora i de Joan d'Àustria el carrer s'eleva sobre un pont per tal de superar el ferrocarril del Ramal de Glòries.

## Passeig de Pujades
El passeig de Pujades és un passeig barceloní situat als districtes de Ciutat Vella i Sant Martí. Suposa el perllongament del carrer de Pujades cap al sud-oest. Té uns 600 metres de longitud.
Malgrat tenir el mateix nom que el carrer de Pujades i ésser-ne el perllongament, són carrers diferents i la numeració de les cases també és diferent.
El passeig comença com a cruïlla del carrer del Comerç, al barri de Sant Pere, Santa Caterina i la Ribera de Ciutat Vella. Aquí és on comença la numeració, en direcció nord-est. Té un petit tram, fins al passeig de Picasso, en què la circulació del trànsit és de sentit únic (sud-oest) i té la disposició d'un carrer normal i no la d'un passeig.
A la cruïlla amb el passeig de Picasso forma la cantonada oest del parc de la Ciutadella, on hi ha el Castell dels Tres Dragons. Des d'allà i fins al final del passeig, el trànsit circula en doble sentit, amb àmplies voreres enjardinades, formant un dels costats del parc.
El lloc més destacat del passeig és la gran intersecció que forma amb el passeig de Lluís Companys. Allà hi ha una de les dues portes monumentals del parc de la Ciutadella, amb estàtues al·legòriques al Comerç i la Indústria. A l'altre costat també hi ha importants obres d'art públic, com el Monument a Rius i Taulet, i unes escultures en honor de Roger de Llúria i Antoni Viladomat.
A partir del carrer de Roger de Flor, les cases del cantó nord-oest del passeig formen part del barri del Parc i la Llacuna del Poblenou (districte de Sant Martí). L'altre cantó, el del parc de la Ciutadella, segueix formant part de Ciutat Vella fins al final, però.
El passeig acaba a la cantonada nord del parc, encara que el carrer continua com a carrer de Pujades. És la cruïlla amb el carrer de Wellington i també el punt on comença l'avinguda Meridiana.
Al passeig de Pujades, entre els passeigs de Picasso i de Lluís Companys, hi havia hagut el desaparegut Palau de les Belles Arts.
També disposa de carril bici en tot el seu recorregut.